# ديفيد تشيزام
ديفيد تشيزام (بالإنجليزية: David Chisum)‏ هو ممثل أمريكي، ولد في 5 فبراير 1971 في الولايات المتحدة.

## وصلات خارجية
- ديفيد تشيزام على موقع IMDb (الإنجليزية)
- ديفيد تشيزام على موقع قاعدة بيانات الفيلم (الإنجليزية)